# Liste der Kulturdenkmale in Königswartha

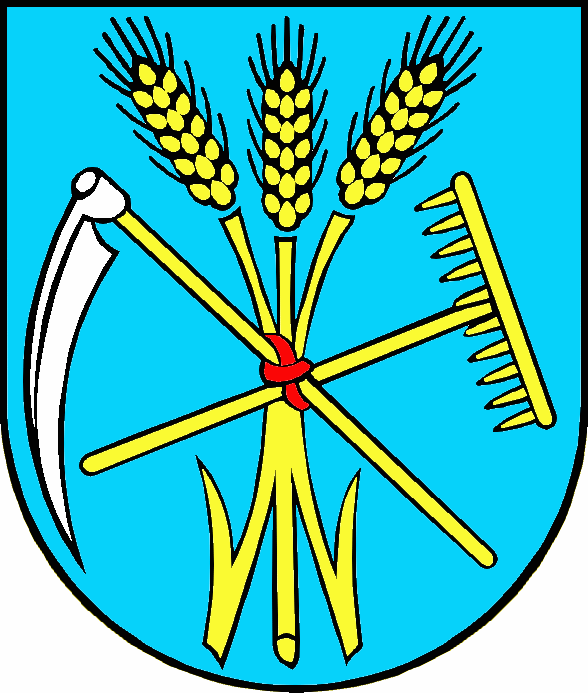
Wappen

In der Liste der Kulturdenkmale in Königswartha sind die Kulturdenkmale der sächsischen Gemeinde Königswartha verzeichnet, die bis Juli 2017 vom Landesamt für Denkmalpflege Sachsen erfasst wurden (ohne archäologische Kulturdenkmale). Die Anmerkungen sind zu beachten.
Diese Liste ist eine Teilliste der Liste der Kulturdenkmale im Landkreis Bautzen.

## Königswartha
| Bild                                    | Bezeichnung | Lage                                                                                    | Datierung | Beschreibung | ID       |
| --------------------------------------- | --- | --------------------------------------------------------------------------------------- | --- | --- | -------- |
|                                         | Handschwengelpumpe | Am Marktplatz (Karte)                                                                   | Ende 19. Jahrhundert | Kunstvoll verziertes Gusseisen, kulturgeschichtlich von Bedeutung | 09251935 |
|                                         | Denkmal für die Gefallenen des Ersten Weltkrieges, mit Einfriedung | Am Marktplatz (Karte)                                                                   | Nach 1918 | Obelisk mit Inschriften, Granit-Einfassung, ortsgeschichtlich von Bedeutung | 09251934 |
| Weitere Bilder                          | Marktplatz mit Pflasterung und umlaufender Baumpflanzung | Am Marktplatz (Karte)                                                                   | Ab 1. Hälfte 19. Jahrhundert | Längsrechteckige Ausdehnung, weitgehend originale Struktur des städtebaulichen Zusammenhangs der großräumigen Anlage, städtebaulich von Bedeutung. Kleinstädtischer Marktplatz längsrechteckiger Ausdehnung mit umlaufender Baumpflanzung, Kriegerdenkmal am nördlichen Platzende und aus Ackerbürgerhäusern gebildeten Platzwänden, auf dem Marktplatz rahmen Baumreihen den Platz und die zurzeit als Parkplatz genutzte Fläche und grenzen dieselbe von umlaufender Straße ab. - nördliche Platzbegrenzung: Am Marktplatz 12, 13 und davor die Anlage des Kriegerdenkmals sowie die zurzeit dort aufgestellten zwei preußisch-sächsischen Grenzsteine - südliche Platzbegrenzung: Bahnhofstraße (Wohnhaus der ehemaligen Gutsbrennerei und Neubau Bahnhofstraße 6) - westliche Platzbegrenzung: Ackerbürgerwohnhäuser in geschlossener Bebauung sowie prägendes Eckhaus Am Marktplatz 1 - östliche Platzbegrenzung: Wohnhäuser in geschlossener Bebauung (Am Marktplatz 15, 16, 17) sowie prägende Eckbebauung Bäckerei Dörfer (Am Marktplatz 20) | 09302360 |
|                                         | Sächsisch-Preußischer Grenzstein: Pilarpaar Nr. 99 sowie 15 Läufersteine | Am Marktplatz (Karte)                                                                   | Nach 1828 | Siehe auch Sachgesamtheitsdokument – Obj. 09305644; vermessungsgeschichtlich und landesgeschichtlich von Bedeutung als Zeitdokument der historischen Grenzziehung zwischen Sachsen und Preußen nach dem Wiener Kongress 1815. Zwei Pyramidenstümpfe (Grundmaß 53 × 53 cm) aus Granit mit gegenüberliegend eingemeißelter Nummer 99 und Landeskürzel K.P./ K.S. Ein Stein ist farbig mit gezackten Bordüren in den sächsischen Landesfarben grün-weiß gefasst. Die Steine befinden sich nicht mehr am Originalstandort (ehemals Lohsa-Hermsdorf/Spree, Flurstück 425/1), sondern seit 2008 auf dem Marktplatz in Königswartha. Die Läufersteine sind allerdings weiterhin auf der Grenzlinie zu finden. | 09302364 |
|                                         | Wohnhaus in Ecklage und offener Bebauung | Am Marktplatz 1 (Karte)                                                                 | Um 1850 | Bestehend aus zwei Gebäudeflügeln, mit Laden, hoher´Originalitätsgrad, baugeschichtlich und städtebaulich von Bedeutung, zweigeschossiger massiver Baukörper aus zwei Flügeln (einer Am Marktplatz, einer an Bahnhofstraße), mit abgeschrägter Ecke (Ladeneingang im Erdgeschoss), Satteldach über Eck mit gleicher Firsthöhe | 09302363 |
|                                         | Wohnhaus, nach rechts in geschlossener Bebauung | Am Marktplatz 2 (Karte)                                                                 | Bezeichnet mit 1858 | Ehemaliges Ackerbürgerhaus, mit Granittürstock (Bezeichnung „1858 K.F.W.“), baugeschichtlich und städtebaulich von Bedeutung, zweigeschossiger massiver Baukörper mit Satteldach (an linker Seite Krüppelwalmdach), saniert | 09302362 |
|                                         | Wohnhaus in geschlossener Bebauung | Am Marktplatz 5 (Karte)                                                                 | Um 1850 | Ehemaliges Ackerbürgerhaus mit Toreinfahrt, mit weitgehend authentisch erhaltener Kubatur und Proportionen, baugeschichtlich und städtebaulich von Bedeutung, zweigeschossiger massiver Baukörper mit Satteldach, segmentbogige Toreinfahrt, Eingang mit zwei vorgelagerten Steinstufen | 09302366 |
|                                         | Wohnhaus in halboffener Bebauung, mit Toreinfahrt und Wirtschaftsgebäude über Eck | Am Marktplatz 14 (Karte)                                                                | Bezeichnet mit 1857 | Ehemaliges Ackerbürgerhaus, mit weitgehend authentisch erhaltener Kubatur und Proportionen, baugeschichtlich und städtebaulich von Bedeutung, zweistöckig, profiliertes Portal, Tordurchfahrt, Originaltor mit Wendesäulen und Prellstein, Satteldach, teilweise mit originalen Biberschwänzen | 09251940 |
|                                         | Wohnstallhaus in halboffener Bebauung | Am Marktplatz 17 (Karte)                                                                | Um 1860 | Putzbau mit Granittürstock, verputzten Granitfenstergewänden und Satteldach, baugeschichtlich und städtebaulich von Bedeutung, zweistöckig, gesprosste Fenster, Granitschwelle, Satteldach | 09251939 |
|                                         | Wohnhaus in offener Bebauung | Am Marktplatz 18 (Karte)                                                                | Um 1790 | Breit gelagerter spätbarocker Putzbau mit Türstock, Krüppelwalmdach, baugeschichtlich und städtebaulich von Bedeutung | 09251944 |
|                                         | Wohnhaus in halboffener Bebauung und Ecklage | Am Marktplatz 20 (Karte)                                                                | Um 1790 | Bäckerei, Putzbau mit Türstock, Walmdach, baugeschichtlich und städtebaulich von Bedeutung | 09251943 |
| Direkt Bild zu diesem Denkmal hochladen | Wohnhaus der Alten Gutsbrennerei (Einzeldenkmal zu ID-Nr. 09300530) | Bahnhofstraße (ohne Nummer) (Karte)                                                     | Nach 1813 | Einzeldenkmal der Sachgesamtheit Rittergut Königswartha, baugeschichtlich, ortsgeschichtlich und künstlerisch von Bedeutung, saniert, heute Sitz der Bibliothek Königswartha | 09252000 |
|                                         | Wohnhaus in Ecklage und offener Bebauung | Bahnhofstraße 1 (Karte)                                                                 | Um 1800 | Mit ehemaligem Laden der alten Bäckerei, ortsgeschichtliche und straßenbildprägend von Bedeutung. Wohnhaus mit Krüppelwalmdach, Wohnhaus hatte ursprünglich alte Bäckerei enthalten, später nur noch Laden, Backstube wurde in zugehöriges Seitengebäude/Scheune verlagert, dort heute noch als ruinöser Backofen vorhanden. Streichung Seitengebäude 2011: einvernehmlich mit Dr. Rosner wird Seitengebäude gestrichen, weil als Denkmal nicht begründbar, kein öffentliches Erhaltungsinteresse nachweisbar. | 09251946 |
|                                         | Wohnstallhaus | Gartenstraße 6a (Karte)                                                                 | Um 1800 | Obergeschoss und Giebel Fachwerk, ursprünglich erhalten, im Ortsbild selten, baugeschichtlich von Bedeutung, Fenster original, Fachwerk mit Lehmausfachung, laut ALK-Daten Hausnummer 6a | 09251949 |
|                                         | Wohnstallhaus | Gartenstraße 11 (Karte)                                                                 | 1. Hälfte 19. Jahrhundert | Obergeschoss und Giebel Fachwerk, mit Schwarzer Küche, ursprünglich erhalten, im Ortsbild selten, baugeschichtlich von Bedeutung, Krüppelwalmdach, mit Schwarzer Küche, Fenster überwiegend Originalgröße, Fachwerk mit Lehmausfachung | 09251942 |
| Weitere Bilder                          | Rittergut und Gutspark Königswartha (Sachgesamtheit) | Gutsstraße 1, 2a, 2b, 2c, 2d, 3, 4a, 4b, 4c, 5 (Bahnhofstraße, Hauptstraße 12c) (Karte) | Um 1800 | Sachgesamtheit Rittergut Königswartha mit folgenden Einzeldenkmalen: Schloss (Gutsstraße 5, Flurstück 1196/1), zehn Sandsteinskulpturen und südwestlich neben Schloss gelegene Seitengebäude (Gutsstraße 3, Flurstück 1196/1), Orangerie (Gutsstraße 1, Flurstück 1197/1), Seitengebäude (Gutsstraße 1, Flurstück 1198/36), ehemaliges Gutsverwalterhaus (Gutsstraße 2a, 2b, 2c, 2d, Flurstück 1198/22), ehemalige Gutsbrennerei (Gutsstraße 4a, 4b, 4c, Flurstück 1198/33), zwei Flügel der ehemaligen Gutsschmiede (Hauptstr. 12c, Flurstück 1198/22), Wohnhaus der Alten Gutsbrennerei (Bahnhofstr. ohne Nr., Flurstück 1198/33) (siehe auch Einzeldenkmaldokument Obj. 099252000), der Gutspark mit Teich und Wegeführung mit Rondell vor dem Schloss (Gartendenkmal, Flurstück 1199) sowie folgenden Sachgesamtheitsteilen: straßenbegleitende Einfriedungsmauer entlang der Bahnhof- und Hauptstraße, Toreinfahrt in den Park zwischen Herrenhaus und Orangeriegebäude sowie Steindeckerbrücke über den Mühlgraben [Störelemente: Garagen im Bereich des ehemaligen Gutsverwalterhauses (Flurstück 1198/22) und zwei weitere Neubauten (Flurstück 1198/44 und Flurstück 1198/46)]; baugeschichtlich, ortsgeschichtlich und künstlerisch von Bedeutung. Park um 1800 im englischen Stil, Toreinfahrt zum Park zwischen Herrenhaus und Orangeriegebäude bestehend aus zwei Pfeilern mit neu angefertigten eiförmigen Aufsätzen sowie zwei seitlichen kleineren Eingängen mit Pfeilern, die von je einer Putte bekrönt sind (Originale). In der großen Toröffnung und den zwei kleineren seitlichen Toröffnungen kunstvolle schmiedeeiserne Ziergitter (zum Teil alt, zum Teil nach historischem Vorbild erneuert, ehemals erfasst unter den Hausnummern: 12a, 12b, 12c, 12d, 12e, 12f, 28). Zwei Flügel der ehemaligen Gutsschmiede (Hauptstraße 12c): unsaniert, aber historische Kubatur erhalten, Bauten wichtig für Anlage des gesamten Ensembles, weitgehend historische Substanz erhalten, als Einzeldenkmal gestrichen, stattdessen als Sachgesamtheitsteile erfasst, da als strukturbildende Elemente bedeutsam, aber nicht substantiell aussagefähig. Abbruchgenehmigung für zwei Gebäudeflügel der Gutsschmiede vom 3. Februar 2015 gemäß Schreiben vom Landratsamt Bautzen, Scheune der ehemaligen Gutsbrennerei 2017 abgebrochen. | 09300530 |
|                                         | Orangerie mit angebautem Seitengebäude (Einzeldenkmal zu ID-Nr. 09300530) | Gutsstraße 1 (Karte)                                                                    | Um 1870 | Einzeldenkmal der Sachgesamtheit Rittergut Königswartha; baugeschichtlich, ortsgeschichtlich und künstlerisch von Bedeutung, saniert | 09252000 |
|                                         | Gutsverwalterhaus (Einzeldenkmal zu ID-Nr. 09300530) | Gutsstraße 2a, 2b, 2c, 2d (Karte)                                                       | Nach 1813 | Einzeldenkmal der Sachgesamtheit Rittergut Königswartha; baugeschichtlich, ortsgeschichtlich und künstlerisch von Bedeutung, noch unsaniert, fast leerstehend, weitgehend authentisch | 09252000 |
| Direkt Bild zu diesem Denkmal hochladen | Südwestlich des Schlosses gelegenes Seitengebäude (Einzeldenkmal zu ID-Nr. 09300530) | Gutsstraße 3 (Karte)                                                                    | Nach 1813 | Einzeldenkmal der Sachgesamtheit Rittergut Königswartha; baugeschichtlich, ortsgeschichtlich und künstlerisch von Bedeutung, saniert | 09252000 |
|                                         | Wohn- und Wirtschaftsgebäude, Gutsbrennerei (Einzeldenkmal zu ID-Nr. 09300530) | Gutsstraße 4a, 4b, 4c (Karte)                                                           | Nach 1813 | Einzeldenkmal der Sachgesamtheit Rittergut Königswartha; baugeschichtlich, ortsgeschichtlich und künstlerisch von Bedeutung. Erschlossen durch ehemals straßenseitigen Eingang (heute zugesetzt), zurzeit rückwärtig (Hofseite) Eingang, zwei hölzerne Eingangsvorhäuschen, mittlerer Gang, davon rechtsseitig zwei hintereinandergelegene Räume mit Kreuzgrat- und Tonnengewölben sowie Fensteröffnungen mit Stichbögen, linksseitig des Haupteingangs erst rechteckiger Raum ohne Gewölbe, dahinter (hinter straßenseitigem, ehemaligem Eingang) hoher angewölbter Raum (wirft Frage auf, warum diese Raumhöhe und welche Nutzung dieser der Raum ursprünglich hatte), weitere linksseitige seitliche Räume ohne Gewölbe. Rechteckiger eingeschossiger Baukörper mit Krüppelwalmdach, weitgehend authentische Kubatur und Proportionen. Abrissantrag der Gemeinde abgelehnt, am 17. September 2008 Ortstermin. Erläuterung der Gründe für notwendigen Erhalt der Scheune: Bestandteil des Rittergutes, straßenbildprägende Funktion an Bahnhofstraße, städtebauliche Bedeutung als Pendant zur Bäckerei Dörfer als dominante Eckbebauung auf gegenüberliegender Straßenseite. Wichtig für Platzraum des Rittergutsareals. Bestand zum Teil noch Ende 17./Anfang 18. Jahrhundert, Baukörper weitestgehend ohne Um- und Ausbauten erhalten. Abbruchgenehmigung vom 12. März 2014 gemäß Schreiben vom Landratsamt Bautzen unter Beibehaltung der Erdgeschossmauern in Höhe der anschließenden Rittergutsmauer entlang der Bahnhofstraße mit Mauerendpfeiler. Scheune der Alten Gutsbrennerei 2017 abgebrochen. | 09252000 |
| Weitere Bilder                          | Schloss, heute Fachschule für Fischzucht, mit zehn Sandsteinskulpturen (Einzeldenkmal zu ID-Nr. 09300530) | Gutsstraße 5 (Karte)                                                                    | Um 1780 | Einzeldenkmal der Sachgesamtheit Rittergut Königswartha; baugeschichtlich, ortsgeschichtlich und künstlerisch von Bedeutung. Nach Abriss des Alten Schlosses (13. Jh.) neues Schloss im Stil des Barock im Auftrag von Graf Johann Carl Friedrich von Dallwitz erbaut, ab 1811 verschiedene Besitzer, 1945 enteignet, seit 1949 als Fachschule für Binnenfischerei genutzt. Langgestreckter Barockbau, stattlicher barocker Putzbau mit Krüppelwalmdach und zwei Schornsteinen, Fassadengliederung durch Lisenen und angeputzte Spiegel, Mittelteil betont durch Segmentbogenfenster und Portal, nach 1945 Umbau (u. a. im Inneren für die Nutzung als Schule). Davor sechs Sandsteinfiguren aus der Permoserschule (vier davon aus Schloss Luga stammend, vgl. Artikel von Hugo Ermisch aus Mitteilungsblatt Sächsischer Heimatschutz 1942): Winter, Herbst, Appollo, Frühling, Sommer, Bacchus. Im Inneren (Foyerbereich) vier weitere Sandsteinfiguren: Cronos mit Knaben, Aphrodite mit Delphin, Hera mit Pfau, Zeus mit Flammenbündel und Adler. An der Parkseite konvexer Mittelrisalit mit seinem Mezzaninaufbau in die Dachzone eingreifend. Davor vier Sandsteinfiguren (Bacchus, Venus, Juno und Jupiter) aus dem 2. Viertel des 18. Jahrhunderts. | 09252000 |
|                                         | Zwei Gebäudeflügel der Gutsschmiede (Einzeldenkmal zu ID-Nr. 09300530) | Hauptstraße 12c                                                                         | Nach 1813 | Einzeldenkmal der Sachgesamtheit Rittergut Königswartha, baugeschichtlich, ortsgeschichtlich und künstlerisch von Bedeutung; ein Gebäudeteil abgerissen. | 09252000 |
|                                         | Pflegeheim Königswartha; Ehemaliges Amtsgericht (Nr. 16a, heute Pflegeheim), weiteres ehemaliges Gerichtsgebäude (Nr. 16) sowie ein Steinkreuz und ein Kreuzstein (ehemalige Sühnekreuze) auf dem Gelände des Pflegeheims | Hauptstraße 16, 16a (Karte)                                                             | Bezeichnet mit 1855/1856 (Amtsgericht); 1890er Jahre (zweites Gerichtsgebäude); 15.–17. Jahrhundert (Mord- und Sühnekreuz)                | Amtsgericht dreigeschossiges Gebäude mit Gurtgesims (Dreiseitanlage), profilierte Fenstergewände, Granitportal, darüber Wappen der Wettiner, weiteres Gerichtsgebäude ornamentiertes Backsteingebäude mit zwei dominanten Seitenrisaliten (Art einer Dreiflügelanlage), ortsbildprägend, wichtiges Beispiel für die sächsische Verwaltungsarchitektur des 19. Jahrhunderts, geschichtlich von Bedeutung. Rustikaler Bruchsteinsockel, guter Sanierungzustand, vor dem seitlichen Flachbau auf Flurstück 200/10 aufgestellte Sühnekreuze vermutlich ursprünglich an anderem Standort, Steinkreuz und Stein mit eingeritztem Kreuz auf Vorder- und Rückseite. | 09251923 |
|                                         | Wohnhaus, Gasthof „Sächsisches Haus“ und Tanzsaal | Hauptstraße 17 (Karte)                                                                  | 2. Hälfte 19. Jahrhundert (Gasthof); 19. Jahrhundert (Wohnhaus)                                                                           | Wohnhaus mit Ladeneinbau, Tanzsaal mit großen, rundbogigen Fenstern, baugeschichtlich und ortsgeschichtlich von Bedeutung, Tanzsaal mit Empore, Okuli, Reste von Putzgliederung | 09251922 |
|                                         | Dallwitzsche Gruft | Hauptstraße 23 (Karte)                                                                  | Um 1780 | Quadratischer Putzbau mit Pyramidendach und Pilasterordnung, baugeschichtlich und ortsgeschichtlich von Bedeutung, heute gastronomische Nutzung | 09251911 |
|                                         | Chausseehaus in offener Bebauung | Hauptstraße 52 (Karte)                                                                  | Um 1830 | Ehemals Chausseegeldeinnahme, ortsgeschichtlich von Bedeutung, Mittelrisalit, Dreiecksgiebel, stark profilierte Traufkante, einfache Biberschwanzdeckung, Walmdach, teils originale Fenstersprossung, originale Türen, symmetrisch | 09251948 |
|                                         | Pfarrhaus | Kirchweg 1 (Karte)                                                                      | Um 1720 | Stattlicher barocker Putzbau mit hohem Walmdach, baugeschichtlich und ortsgeschichtlich von Bedeutung | 09252003 |
| Weitere Bilder                          | Evangelische Pfarrkirche mit Kirchhof und Denkmal für die Gefallenen des Zweiten Weltkrieges vor der Kirchenwand | Kirchweg 2 (Karte)                                                                      | Um 1690 (Kirche); nach 1945 (Kriegerdenkmal)                                                                                              | Barocke Saalkirche unter Verwendung von gotischen Resten, Putzbau mit Satteldach, quadratischer Westturm mit oktogonalem Glockengeschoss, baugeschichtlich und ortsgeschichtlich von Bedeutung. Grabstein mit Bezeichnung für die Gefallenen von 1939–1945, auf Kirchhof weiteres Grab für drei unbekannte Soldaten, die im Mai 1945 gefallen sind (aber kein Einzeldenkmal). Vermutlich hölzerne Vorgängerbauten (der erste von etwa 1200), 1429 und 1633 abgebrannt, Neubau im Stil des Barock, 1991 Innenraum renoviert, 2002 außen saniert. | 09252016 |
|                                         | Soldatenfriedhof und Friedhof für Kriegsopfer (Sachgesamtheit) | Neudorfer Straße (Karte)                                                                | Nach 1914/1918 (Soldatenfriedhof); 1939 (Friedhof für Kriegsopfer); 1945 (Denkmal für die Gefallenen der 2. Polnischen Armee, 1965 Umbau) | Sachgesamtheit bestehend aus Soldatenfriedhof und Friedhof für Kriegsopfer, daneben Denkmal für die Gefallenen der 2. Polnischen Armee; ortshistorisch von Bedeutung. Charakter durch Reihung vieler gleichartiger Kreuze geprägt, abgeschlossene Anzahl und keine neu hinzukommenden Kreuze. Sowjetisch/Polnisches Ehrenmal, neben dem Friedhof, Straße nach Neuendorf. Die bei Königswartha und im nördlichen Kreisgebiet in den Frühjahrskämpfen 1945 gefallenen sowjetischen und polnischen Soldaten wurden zunächst im Schlosspark beigesetzt und ein Denkmal errichtet. Nach Überführung der sowjetischen Toten auf den Sowjetischen Ehrenfriedhof Bautzen und der polnischen Toten in ihr Heimatland, wurde das Denkmal an dieser Stelle aufgestellt. Auf dreistufigem Podest dreifach geteilter Obelisk mit Abdeckplatte. Im Mittelteil an allen Seiten ehrende Inschrift in russischer, polnischer, sorbischer und deutscher Sprache. | 09251947 |

## Commerau
| Bild | Bezeichnung                                                                                    | Lage                                         | Datierung                 | Beschreibung | ID       |
| ---- | ---------------------------------------------------------------------------------------------- | -------------------------------------------- | ------------------------- | --- | -------- |
|      | Sächsisch-Preußischer Grenzstein: Pilar Nr. 110 sowie ein Läuferstein                          | (Flurstück 179) (Karte)                      | Nach 1828                 | Siehe auch Sachgesamtheitsdokument – Obj. 09305644; vermessungsgeschichtlich und landesgeschichtlich von Bedeutung als Zeitdokument der historischen Grenzziehung zwischen Sachsen und Preußen nach dem Wiener Kongress 1815. Pyramidenstumpf (Grundmaß 53 × 53 cm) aus Granit mit gegenüberliegend eingemeißelter Nummer 110 und Landeskürzel K.P./ K.S. direkt auf der Grenzlinie; zugehörig ein Läuferstein. Stein stark abgewittert, Inschriften kaum noch lesbar.                                                                    | 09305617 |
|      | Sächsisch-Preußischer Grenzstein: Pilar Nr. 111 sowie sechs Läufersteine                       | (bei Schloss Wartha, Flurstück 241a) (Karte) | Nach 1828                 | Siehe auch Sachgesamtheitsdokument – Obj. 09305644; vermessungsgeschichtlich und landesgeschichtlich von Bedeutung als Zeitdokument der historischen Grenzziehung zwischen Sachsen und Preußen nach dem Wiener Kongress 1815. Pyramidenstumpf (Grundmaß 53 × 53 cm) aus Granit mit gegenüberliegend eingemeißelter Nummer 111 und Landeskürzel K.P./ K.S. direkt auf der Grenzlinie; zugehörig sechs Läufersteine. Stein stark abgewittert, Inschriften kaum noch lesbar; Länderkürzel vermutlich nachträglich sogar unkenntlich gemacht. | 09305618 |
|      | Sächsisch-Preußischer Grenzstein: Pilar Nr. 113                                                | (Flurstück 337) (Karte)                      | Nach 1828                 | Siehe auch Sachgesamtheitsdokument – Obj. 09305644; vermessungsgeschichtlich und landesgeschichtlich von Bedeutung als Zeitdokument der historischen Grenzziehung zwischen Sachsen und Preußen nach dem Wiener Kongress 1815. Pyramidenstumpf (Grundmaß 53 × 53 cm) aus Granit mit gegenüberliegend eingemeißelter Nummer 113 und Landeskürzel K.P./ K.S. direkt auf der Grenzlinie. | 09305619 |
|      | Sächsisch-Preußischer Grenzstein: Pilar Nr. 114 sowie 12 Läufersteine                          | (Flurstück 438) (Karte)                      | Nach 1828                 | Siehe auch Sachgesamtheitsdokument – Obj. 09305644; vermessungsgeschichtlich und landesgeschichtlich von Bedeutung als Zeitdokument der historischen Grenzziehung zwischen Sachsen und Preußen nach dem Wiener Kongress 1815. Pyramidenstumpf (Grundmaß 53 × 53 cm) aus Granit mit gegenüberliegend eingemeißelter Nummer 114 und Landeskürzel KP/KS direkt auf der Grenzlinie, zugehörig zwölf Läufersteine in unregelmäßigen Abständen auf der Grenzlinie.                                                                              | 09305452 |
|      | Wohnstallhaus                                                                                  | Warthaer Straße 6 (Karte)                    | Um 1800                   | Obergeschoss Sichtfachwerk, Giebelseite verbrettert, interessante Fachwerkstruktur, seltenes Beispiel für original erhaltene Architektur im Ort, baugeschichtlich von Bedeutung. Fenster im Obergeschoss Originalgröße, zum Teil gesprosst, zum Teil alte Schiebefenster, Fachwerk mit Lehmausfachung. | 09251941 |
|      | Nördliches Wohnhaus, Auszugshaus, anschließendes Seitengebäude und Scheune eines Dreiseithofes | Warthaer Straße 12 (Karte)                   | 2. Hälfte 19. Jahrhundert | Wohnhaus und Seitengebäude Obergeschoss Fachwerk, Scheune Fachwerk, Auszugshaus massiv, baugeschichtlich und wirtschaftsgeschichtlich von Bedeutung, Fenster in Originalgröße, Krüppelwalmdächer, Lehmausfachung der Nebengebäude | 09251938 |

## Oppitz
| Bild | Bezeichnung | Lage                       | Datierung                 | Beschreibung | ID       |
| ---- | --- | -------------------------- | ------------------------- | --- | -------- |
|      | Sächsisch-Preußischer Grenzstein: Pilar Nr. 101 | (Flurstück 806) (Karte)    | Nach 1828                 | Siehe auch Sachgesamtheitsdokument – Obj. 09305644; vermessungsgeschichtlich und landesgeschichtlich von Bedeutung als Zeitdokument der historischen Grenzziehung zwischen Sachsen und Preußen nach dem Wiener Kongress 1815. Pyramidenstumpf (Grundmaß 53 × 53 cm) aus Granit mit gegenüberliegend eingemeißelter Nummer 101 und Landeskürzel K.P./ K.S. direkt auf der Grenzlinie.                                                                             | 09305609 |
|      | Sächsisch-Preußischer Grenzstein: Pilar Nr. 102 sowie 10 Läufersteine                                                                                             | (Flurstück 805/1) (Karte)  | Nach 1828                 | Siehe auch Sachgesamtheitsdokument – Obj. 09305644; vermessungsgeschichtlich und landesgeschichtlich von Bedeutung als Zeitdokument der historischen Grenzziehung zwischen Sachsen und Preußen nach dem Wiener Kongress 1815. Pyramidenstumpf (Grundmaß 53 × 53 cm) aus Granit mit gegenüberliegend eingemeißelter Nummer 102 und Landeskürzel K.P./ K.S. direkt auf der Grenzlinie; zugehörig zehn Läufersteine in unregelmäßigen Abständen auf der Grenzlinie. | 09305610 |
|      | Denkmalanlage für die Gefallenen des Ortes im 1. und 2. Weltkrieg, drei Granitsteine mit Inschriften, Baumpflanzungen und Gehölze entlang der zentralen Wegeachse | (Flurstück 671) (Karte)    | Nach 1945                 | Ortsgeschichtliche Bedeutung | 09304135 |
|      | Gasthaus, heute Wohnhaus | Milkeler Straße 1 (Karte)  | Um 1850                   | Heute Wohnhaus Obergeschoss Fachwerk, Giebel verbrettert, mit Sonnenmotiv, exponierte Lage, baugeschichtlich und ortsgeschichtlich von Bedeutung, bis 2002 unter Ortsteil „Neuoppitz“ geführt | 09251937 |
|      | Wohnstallhaus | Milkeler Straße 55 (Karte) | 1. Hälfte 19. Jahrhundert | Obergeschoss Fachwerk, Giebel Fachwerk, eines der wenigen weitgehend original erhaltenen Häuser im Ort, baugeschichtlich von Bedeutung, Fenstergrößen im Obergeschoss original, Fachwerk mit Lehmausfachung | 09251977 |

## Wartha
| Bild                                    | Bezeichnung                                                                                                  | Lage                                          | Datierung                                                        | Beschreibung | ID       |
| --------------------------------------- | --- | --------------------------------------------- | ---------------------------------------------------------------- | --- | -------- |
|                                         | Sächsisch-Preußischer Grenzstein: Pilar Nr. 108 sowie drei Läufersteine                                      | (Flur 4, Flurstück 123/3) (Karte)             | Nach 1828                                                        | Siehe auch Sachgesamtheitsdokument – Obj. 09305644; vermessungsgeschichtlich und landesgeschichtlich von Bedeutung als Zeitdokument der historischen Grenzziehung zwischen Sachsen und Preußen nach dem Wiener Kongress 1815. Pyramidenstumpf (Grundmaß 53 × 53 cm) aus Granit mit gegenüberliegend eingemeißelter Nummer 108 und Landeskürzel K.P./ K.S. direkt auf der Grenzlinie; zugehörig drei Läufersteine in unregelmäßigen Abständen auf der Grenzlinie. | 09305615 |
|                                         | Sächsisch-Preußischer Grenzstein: Pilar Nr. 109 sowie fünf Läufersteine                                      | (Flur 3, Flurstück 37) (Karte)                | Nach 1828                                                        | Siehe auch Sachgesamtheitsdokument – Obj. 09305644; vermessungsgeschichtlich und landesgeschichtlich von Bedeutung als Zeitdokument der historischen Grenzziehung zwischen Sachsen und Preußen nach dem Wiener Kongress 1815. Pyramidenstumpf (Grundmaß 53 × 53 cm) aus Granit mit gegenüberliegend eingemeißelter Nummer 109 und Landeskürzel K.P./ K.S. direkt auf der Grenzlinie; zugehörig fünf Läufersteine in unregelmäßigen Abständen auf der Grenzlinie. | 09305616 |
| Direkt Bild zu diesem Denkmal hochladen | Seitengebäude mit Oberlaube                                                                                  | Bautzener Straße 6 (Karte)                    | Um 1800                                                          | Obergeschoss Fachwerk, baugeschichtlich und straßenbildprägend von Bedeutung, Erdgeschoss massiv, zum Teil verändert, Gewölbe noch vorhanden, Obergeschoss mit zweiriegeligem Fachwerk, hofseitige Längsseite mit Oberlaube, rückwärtiger Teil massiv, Giebel verbrettert, Satteldach | 08990737 |
| Weitere Bilder                          | Mord- und Sühnekreuz                                                                                         | Commerauer Straße (Ecke Mühlenweg) (Karte)    | 15.–17. Jahrhundert                                              | Ortsgeschichtlich von Bedeutung, etwa 1 m hohes Granitkreuz mit eingeritztem Schwert, rechter Kreuzbalken fehlt | 08990736 |
| Weitere Bilder                          | Denkmal für die Gefallenen des Ersten Weltkrieges und Gedenktafel für die Gefallenen des Zweiten Weltkrieges | Commerauer Straße (Ecke Mühlenweg) (Karte)    | Nach 1918 (Kriegerdenkmal); nach 1945 (Gedenktafel 2. Weltkrieg) | Ortsgeschichtlich von Bedeutung, etwa 2,50 m hohe Granitstele auf getrepptem Sockel mit eisernem Kreuz mit Eichenlaub, Inschrift: „Unseren im Weltkriege 1914–18 gefallenen Helden“ (Namensliste), davor Granittafel „Zum Gedenken an die Opfer des 2. Weltkrieges“ Namensliste, eingefasst von zwei Lebensbäumen und schmiedeeisernem Gitter | 08990735 |
|                                         | Wohnstallhaus mit Oberlaube und Einfriedung                                                                  | Commerauer Straße 5 (Karte)                   | 2. Hälfte 19. Jahrhundert                                        | Mit dreibogiger Oberlaube, Zaun mit original erhaltenen Granitpfosten, baugeschichtlich, und hausgeschichtlich von Bedeutung, Erdgeschoss massiv (Backstein), Obergeschoss mit zweiriegeligem Fachwerk mit Lehmgefachen, Giebel Fachwerk mit Ziegeln ausgesetzt und verputzt, Fenster mit alter Sprossung, im Erdgeschoss Winterfenster, rückwärtiger Teil Obergeschoss mit Oberlaube, Satteldach, Biberschwanz-Kronendeckung, alte Granitzaunpfeiler und Lattenzaun | 08990738 |
| Weitere Bilder                          | Wassermühle, ohne hinteren Anbau                                                                             | Mühlenweg 4 (Karte)                           | Um 1820                                                          | Weitgehend intakter Holzkonstruktion, baugeschichtlich und ortsgeschichtlich von Bedeutung, Erdgeschoss massiv, Obergeschoss zweiriegeliges Fachwerk mit Eckstreben, rechter Teil des Fachwerkes zum Teil verändert und Gefache mit Ziegel ausgesetzt, alte Fenster und Holzlaibungen, Krüppelwalmdach, Biberschwanz-Kronendeckung, eine Giebelseite massiv | 08990741 |
| Weitere Bilder                          | Schloss mit umgebendem Gutspark und südlichem Teich                                                          | Schloßweg 1 (Karte)                           | 1771, spätere Umbauten                                           | Stattlicher Putzbau mit Mittelrisalit und mächtigem Krüppelwalmdach, baugeschichtlich, ortsgeschichtlich und landschaftsgestaltend von Bedeutung, zweigeschossig, massiv, dreiachsiger Mittelrisalit mit genuteter Erdgeschosszone, korbbogige Fensternischen und Eingang mit alter, zweiflügeliger Tür, alte Fenster mit Winterfenster, im Giebel des Risalits Lünette, Krüppelwalmdach, Biberschwanzdeckung, fünf Fledermausgaupen mit ovalem Fenster. Schloss Wartha, Fachschule für Fischzucht (Hauptstr. 28 und 12a–f). Langgestreckter Barockbau, um 1780 erbaut, 1896 und 1904/05 Umbauten, nach 1945 Umgestaltung für die Nutzung als Schule. Stattlicher Putzbau mit Walmdach, Fassadengliederung durch Lisenen und angeputzte Spiegel, Mittelteil betont durch Segmentbogenfenster und Portal. Davor sechs Sandsteinfiguren, Bacchus, Ceres, Flora, Apollo, Bacchus und vermutlich Saturn, um 1715 von Miroslav Klimes (hierher versetzt vom ehemaligen Schloss Luga bei Neschwitz, Kreis Bautzen). An der Parkseite konvexer Mittelrisalit, mit seinem Mezzaninaufbau in die Dachzone eingreifend. Davor vier Sandsteinfiguren, Bacchus, Venus, Juno und Jupiter, 2. Viertel 18. Jahrhundert. Mehrere langgestreckte Wirtschaftsgebäude, nach 1813 erbaut. Orangerie, um 1780, nach 1945 verändert. Park um 1800 im englischen Stil. | 08990743 |
|                                         | Alte Försterei                                                                                               | Schloßweg 2 (Karte)                           | Um 1820                                                          | Giebeldreieck verbrettert, Krüppelwalmdach mit zwei Dachhechten, steht im Schlosskontext, baugeschichtlich und ortsgeschichtlich von Bedeutung, Erdgeschoss massiv, Obergeschoss zweiriegeliges Fachwerk, wahrscheinlich später Gefache mit Backstein ausgesetzt, originale Fenster, Giebel verbrettert, Krüppelwalmdach, Biberschwanzdeckung, zwei lange Dachhechte | 08990742 |
|                                         | Grufthaus | Seerosenweg (Flur 2, Flurstück 122/1) (Karte) | Um 1820                                                          | Klassizistischer Bau in Form eines dorischen Tempels, Bestandteil der ehemaligen Schlossanlage, baugeschichtlich und ortsgeschichtlich von Bedeutung, kubischer Bau mit Ecklisenen und Triglyphenfries, an der Vorderseite vorkragendes Dach von vier Säulen gestützt, flacher Dreiecksgiebel, flaches Satteldach, Eingangszone zerstört, zwei kleine Türen und hölzerne Treppe | 08990739 |
|                                         | Wohnhaus | Seerosenweg 4 (nördlich) (Karte)              | 1. Hälfte 19. Jahrhundert                                        | Obergeschoss Fachwerk, Konstruktion intakt, baugeschichtlich von Bedeutung, Erdgeschoss massiv, zum Teil verändert, Obergeschoss Fachwerk zweiriegelig mit unregelmäßigem Ständerstand, Fenstergröße erhalten, eine Giebelseite massiv mit liegendem Fenster, Satteldach, ein Giebel verbrettert | 08990740 |

## Streichungen von der Denkmalliste

### Streichungen von der Denkmalliste (Königswartha)
| Bild | Bezeichnung                                         | Lage                    | Datierung | Beschreibung | ID       |
| ---- | --------------------------------------------------- | ----------------------- | --------- | --- | -------- |
|      | Wohnhaus in geschlossener Bebauung, mit Toreinfahrt | Am Marktplatz 6 (Karte) | Um 1850   | Ehemaliges Ackerbürgerhaus, mit weitgehend authentisch erhaltener Kubatur und Proportionen, baugeschichtlich und städtebaulich von Bedeutung, zweigeschossiger massiver Baukörper mit Satteldach, rechtsseitig korbbogige Toröffnung, Eingang mit drei vorgelegten Steinstufen. Im Einvernehmen mit Unterer Denkmalschutzbehörde Landkreis Bautzen vor Ort besichtigt und als Denkmal aufgenommen (wurde bisher als Denkmal behandelt, weil Bestandteil des ursprünglich ausgewiesenen Denkmalschutzgebietes nach § 21 SächsDSchG, das war nicht ausreichend, wurde deshalb am 17. September 2008 im Rahmen Vorkaufsrechtsanfrage eindeutig als Kulturdenkmal gemäß § 2 SächsDSchG ausgewiesen). Zwischen 2017 und 2024 aus der Denkmalliste gestrichen. | 09302165 |
|      | Alte Schule                                         | Bahnhofstraße 4 (Karte) | 1879      | Putzbau mit Gurt- und Traufgesims und Walmdach, bau- und ortsgeschichtlich von Bedeutung, zweistöckig, Sims über Erdgeschoss. Zwischen 2017 und 2024 aus der Denkmalliste gestrichen. | 09251945 |

### Streichungen von der Denkmalliste (Commerau)
| Bild | Bezeichnung | Lage                      | Datierung                 | Beschreibung | ID |
| ---- | ----------- | ------------------------- | ------------------------- | --- | -- |
|      | Dreiseithof | Warthaer Straße 9 (Karte) | 2. Hälfte 19. Jahrhundert | Zwei Wohnhäuser und zwei Wirtschaftsgebäude eines Dreiseithofs, Wohnhaus und Nebengebäude mit Fachwerk, zweites Wohnhaus massiv |    |

### Streichungen von der Denkmalliste (Oppitz)
| Bild                                    | Bezeichnung   | Lage                 | Datierung                 | Beschreibung                                                                                   | ID |
| --------------------------------------- | ------------- | -------------------- | ------------------------- | ---------------------------------------------------------------------------------------------- | -- |
| Direkt Bild zu diesem Denkmal hochladen | Wohnstallhaus | Kranichweg 5 (Karte) | 1. Hälfte 19. Jahrhundert | Wohnstallhaus mit Sichtfachwerk im Obergeschoss, ursprüngliche Bausubstanz weitgehend erhalten |    |

### Streichungen von der Denkmalliste (Truppen)
| Bild | Bezeichnung | Lage                   | Datierung | Beschreibung | ID |
| ---- | ----------- | ---------------------- | --------- | --- | -- |
|      | Wohnhaus    | Storchenweg 14 (Karte) | 1780      | Wohnhaus mit Umgebinde, Blockstube, Blockbauteil mit Oberlaube, Sichtfachwerk im Obergeschoss, Schleppdach, Beispiel für heidetypische Blockbauweise, 2008 zurückgebaut und zum Wiederaufbau eingelagert |    |

## Tabellenlegende
- Bild: Bild des Kulturdenkmals, ggf. zusätzlich mit einem Link zu weiteren Fotos des Kulturdenkmals im Medienarchiv Wikimedia Commons. Wenn man auf das Kamerasymbol klickt, können Fotos zu Kulturdenkmalen aus dieser Liste hochgeladen werden:
- Bezeichnung: Denkmalgeschützte Objekte und ggf. Bauwerksname des Kulturdenkmals
- Lage: Straßenname und Hausnummer oder Flurstücknummer des Kulturdenkmals. Die Grundsortierung der Liste erfolgt nach dieser Adresse. Der Link (Karte) führt zu verschiedenen Kartendiensten mit der Position des Kulturdenkmals. Fehlt dieser Link, wurden die Koordinaten noch nicht eingetragen. Sind diese bekannt, können sie über ein Tool mit einer Kartenansicht einfach nachgetragen werden. In dieser Kartenansicht sind Kulturdenkmale ohne Koordinaten mit einem roten bzw. orangen Marker dargestellt und können durch Verschieben auf die richtige Position in der Karte mit Koordinaten versehen werden. Kulturdenkmale ohne Bild sind an einem blauen bzw. roten Marker erkennbar.
- Datierung: Baubeginn, Fertigstellung, Datum der Erstnennung oder grobe zeitliche Einordnung entsprechend des Eintrags in der sächsischen Denkmaldatenbank
- Beschreibung: Kurzcharakteristik des Kulturdenkmals entsprechend des Eintrags in der sächsischen Denkmaldatenbank, ggf. ergänzt durch die dort nur selten veröffentlichten Erfassungstexte oder zusätzliche Informationen
- ID: Vom Landesamt für Denkmalpflege Sachsen vergebene, das Kulturdenkmal eindeutig identifizierende Objekt-Nummer. Der Link führt zum PDF-Denkmaldokument des Landesamtes für Denkmalpflege Sachsen. Bei ehemaligen Kulturdenkmalen können die Objektnummern unbekannt sein und deshalb fehlen bzw. die Links von aus der Datenbank entfernten Objektnummern ins Leere führen. Ein ggf. vorhandenes Icon  führt zu den Angaben des Kulturdenkmals bei Wikidata.

## Ausführliche Denkmaltexte
1. ↑  Dehio – Handbuch der deutschen Kunstdenkmäler / Sachsen Band 1:

Evangelische Pfarrkirche Königswartha. Innerhalb eines Kirchhofes stehende barocke Saalkirche, im 17. Jahrhundert unter Verwendung von gotischen Teilen erbaut. Restaurierungen 1868 (innen), 1895 (außen), 1913 (innen), 1955 (innen), 1975/76 (außen). Langgestreckter, von Strebepfeilern umgebener Putzbau mit Satteldach, der dreiseitig geschlossene Chor mit Anbauten an der Nord- und Südseite. Massiver quadratischer Westturm mit oktogonalem Glockengeschoss, abschließend doppelte Welsche Haube mit Zwiebellaterne. Der flachgedeckte Saal mit Deckenspiegel. An der Nord- und Südseite zweigeschossige, schlicht gefasste Holzemporen, eingeschossige Orgelempore im Westen. Das Kreuzgratgewölbe des zweijochigen Chores mit schön geschweiften, angeputzten Graten. Auf die Einwölbung verweist ein Gedenkstein mit farbig gefasstem Wappen für Juliane Elisabeth von Haugwitz, geborene von Hocke, bezeichnet mit 1690. An der Nord- und Südseite breite Segment- oder Korbbögen zu den Logen. Im Chorpolygon eingeschossige Holzempore.
Ausstattung: Reich geschnitzter, farbig gefasster und teils vergoldeter Altar aus Holz, Anfang 17. Jahrhundert, später zum Kanzelaltar umgestaltet. Die Predella des Altars zugleich Denkmal der Brigitta von Ponickau († 1602) und ihres Sohnes († 1603), Inschrift umrahmt von den Darstellungen des betenden Gatten mit seinem Sohn im Totenkleid und dem Bild der Verstorbenen. Der polygonale Kanzelkorb mit zierlichen Schmucksäulen, dazwischen Muschelnischen mit drei Evangelisten, der vierte auf der Kanzeltür. Auf Postamenten zwei rahmende Säulen, daneben Pilaster mit zahlreichen Wappen sowie seitliche Anschwünge. Über dem verkröpften Gesims ein Bild mit der Auferstehung, gerahmt von Säulen, daneben Anschwünge und zierliche Figuren, Spes und Fides. Auf dem abschließenden Dreieckgiebel drei Allegorien. Ehemalige Altarbilder, Predella mit Abendmahlsdarstellung, die Haupttafel mit Kreuzabnahme, von Hieronymus Neander, bezeichnet mit 1624. Schöner barocker Taufengel, farbig gefasst, Ende 17. Jahrhundert. Taufschüssel, Messing, 16. Jahrhundert, mit eingestanztem Eichblattfries und Blütenornamenten, in der Mitte von einer Inschrift umgeben Adam und Eva am Baum der Erkenntnis. Eule-Orgel mit Prospekt in Neurenaissance-Formen, 1898. Prächtiges, farbig gefasstes Holz-Epitaph für Christoph Konrad von Nostitz († 1715) und dessen Frau Johanna Brigitte geborene von Schönfeld († 1756) sowie deren zweiten Ehemann Wolf Gottfried von Raussendorf († 1737), auf einem Sockel mit Inschriftentuch sitzen seitlich ein Posaunenengel und eine trauernde Frauengestalt, dazwischen Rankenwerk mit Wappen und drei ovale Porträtbilder der Verstorbenen. Darüber schwebende, lebhafte Putten. Fein gearbeitetes Holz-Epitaph für Wolf Heinrich von Schönberg († 1711), farbig gefasst mit Vergoldung, auf einer Konsole mit Schriftband und Engel ruht ein Löwe, darüber ein ovales Porträtbild des Verstorbenen umgeben von Ranken und Engeln. Sandstein-Grabmal der Brigitta von Ponickau geborene von Schönberg († 1602, vgl. Altar), betende Frau mit Haube und langem Mantel, an den Seiten schmale Pilaster mit Wappen. Außen am Strebepfeiler des Turmes Sandstein-Grabmal der Barbara von Gedau († 1602), betende Frau mit Haube und langem Gewand, Wappen. Sandstein-Grabmal für Georg von Gedau († 1620), Mann in Rüstung, die Linke den Degen fassend, die Rechte in die Hüfte gestützt, Wappen.